# Толстянка аусенская
Толстянка аусенская (лат. Crassula ausensis) — вид суккулентных растений рода Толстянка (Crassula) семейства Толстянковые (Crassulaceae), произрастающий в Намибии.

## Название
Родовое латинское название Crassula происходит от латинского слова crassus, — «толстый», в основном из-за присутствия у растений этого рода сочных листьев.
Специфичный видовой эпитет происходит от сельского поселения Аус района Карас, где растение широко распространено.

## Описание
Суккулентное розеточное растение с булавовидными листьями зелено-серебристого цвета с красными концами, длиной 1–2 см и толщиной в 0,5 см. Цветки белые, мелкие, собраны в плоское соцветие на цветоносе до 5 см в высоту.

## Таксономия
Crassula ausensis Hutchison, первое упоминание в Cact. Succ. J. (Los Angeles) 24: 107 (1952).

### Подвиды
Подтвержденные подвиды по данным сайта Plants of the World Online на 2023 год:
- Crassula ausensis subsp. ausensis
- Crassula ausensis subsp. giessii (Friedr.) Toelken
- Crassula ausensis subsp. titanopsis Pavelka, получил свое название из-за схожести с растением Titanopsis, произрастающим в той же среде обитания[5].

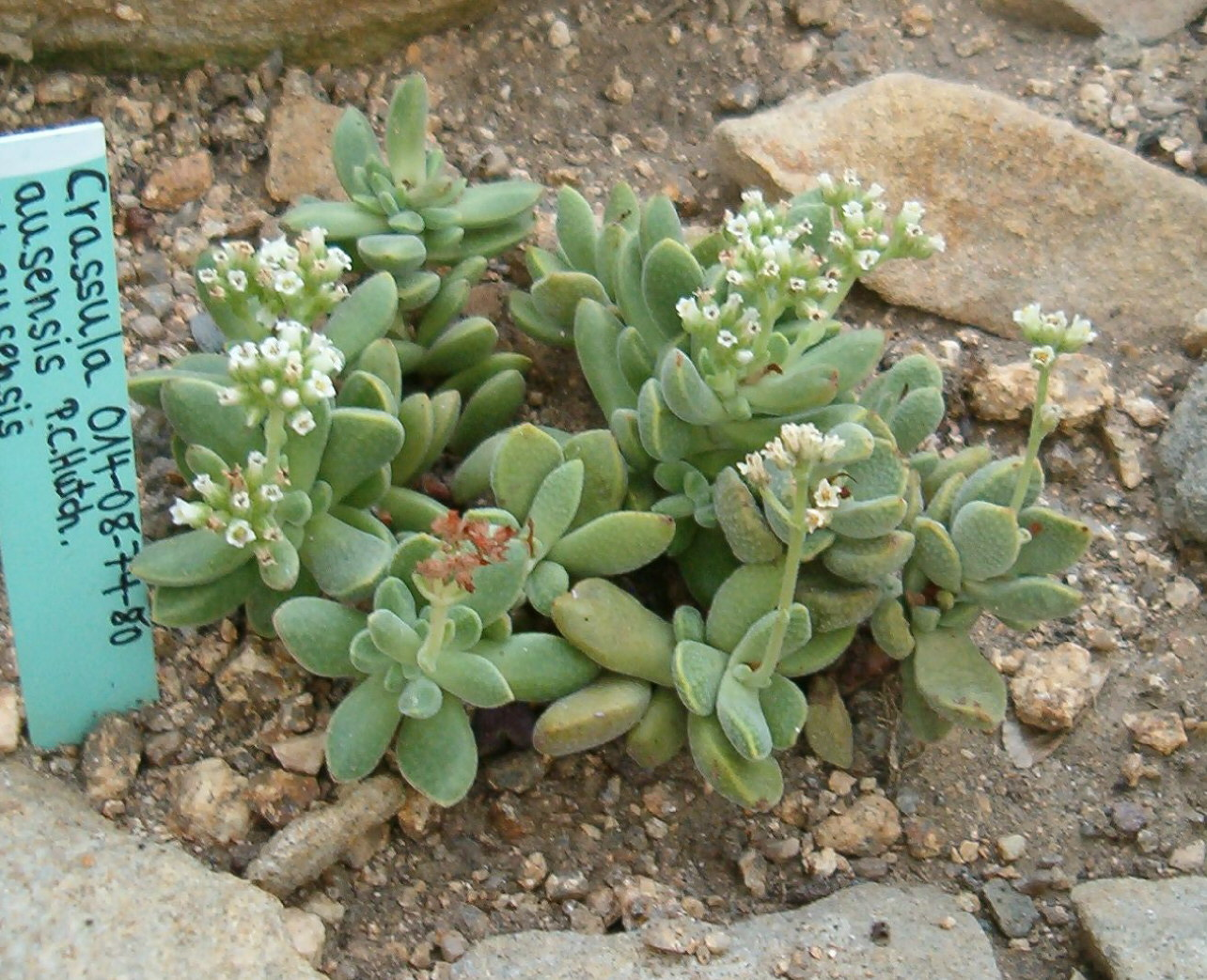
Crassula ausensis subsp. ausensis
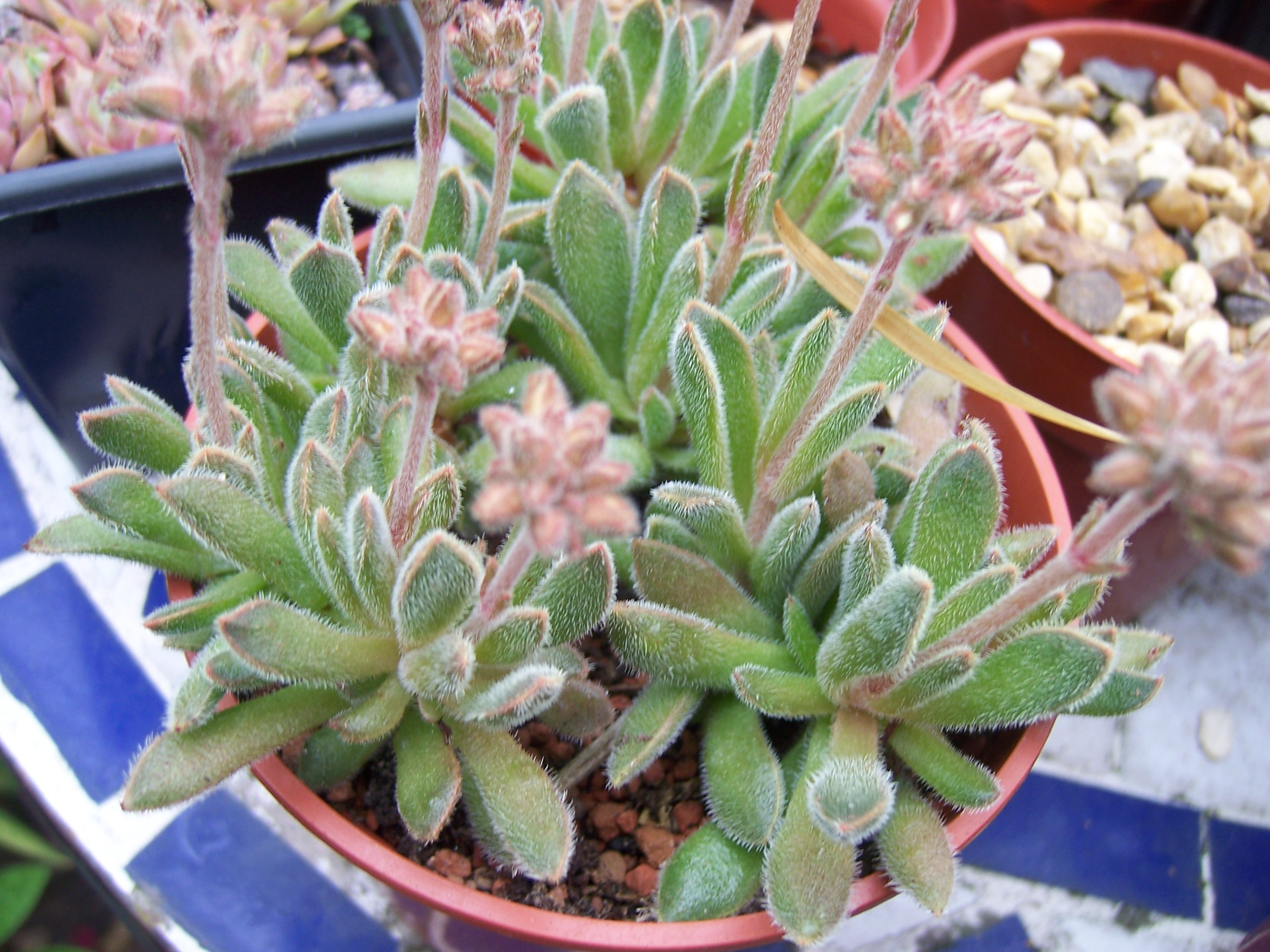
Crassula ausensis subsp. giessii